# St. Wolfgang (Ellwangen)

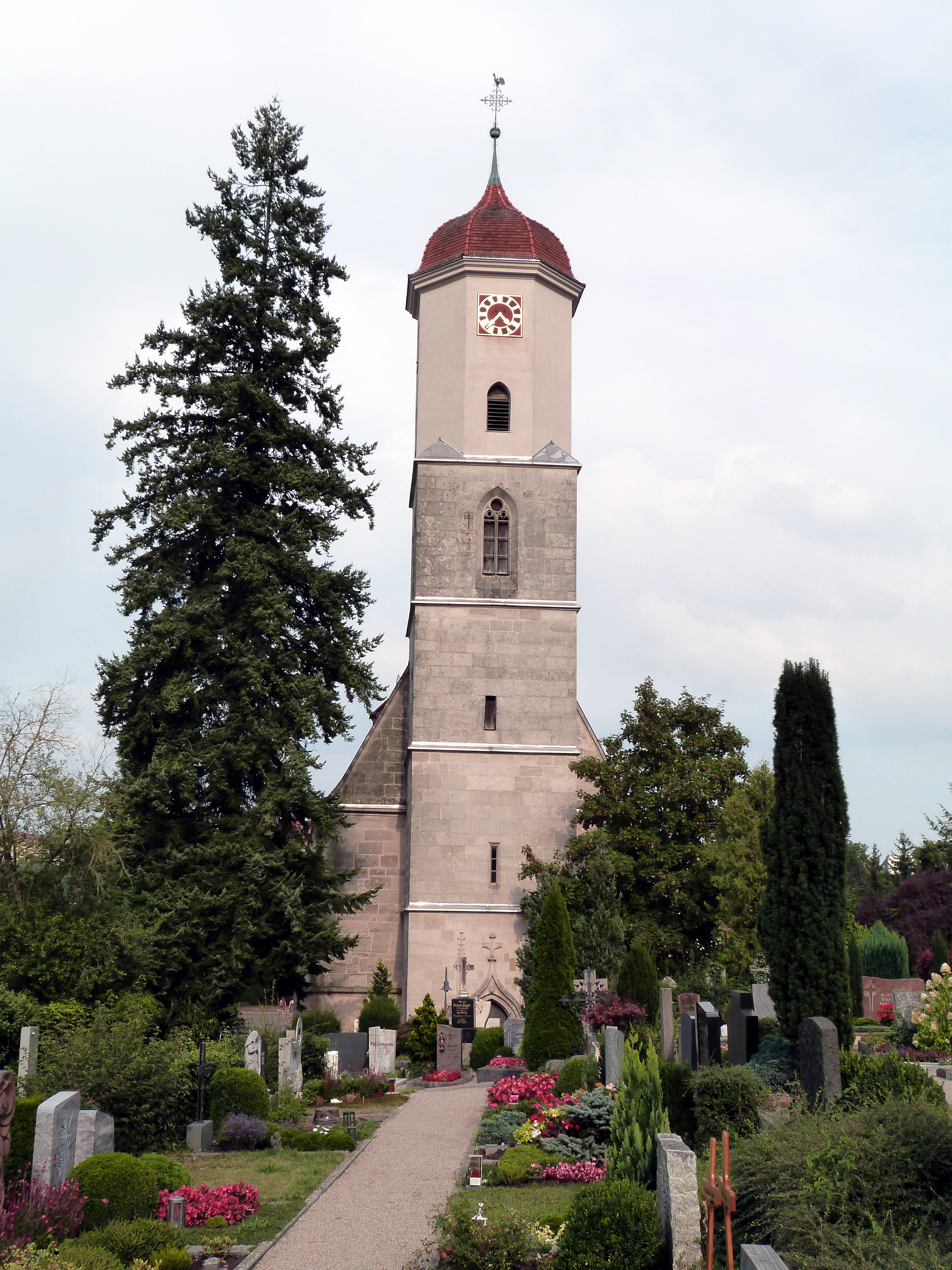
Turm der St. Wolfgangskirche von der Friedhofsseite

Die St.-Wolfgangs-Kirche in Ellwangen ist eine einschiffige spätgotische Längskirche.

## Kirchenbau
Erbaut wurde die St. Wolfgangskirche vermutlich von Hans Stiglitz von Miltenberg unter dem Fürstpropst Albrecht von Rechberg 1473, das Jahr 1476 wird als Weihejahr angeführt. Der Kirchenbau wird durch einen viergeschossigen Westturm geprägt, der einen gotischen Unterbau aufweist und  später einen barocken achteckigen Aufsatz als Überbau erhielt. Ein in der Fensterlaibung des unteren südlichen Turmfensters angebrachter steinerner Kopf unmittelbar neben einem alten Steinmetzzeichen wird als Porträt des Baumeisters Hans Stiglitz angesehen. Die Ausstattung der Kirche wurde mehrfach, zuletzt um 1900, verändert. Restaurierungsarbeiten fanden 1967 statt, 2009 wurde das Südportal mit den Sandsteinfiguren restauriert.

## Sehenswürdigkeiten

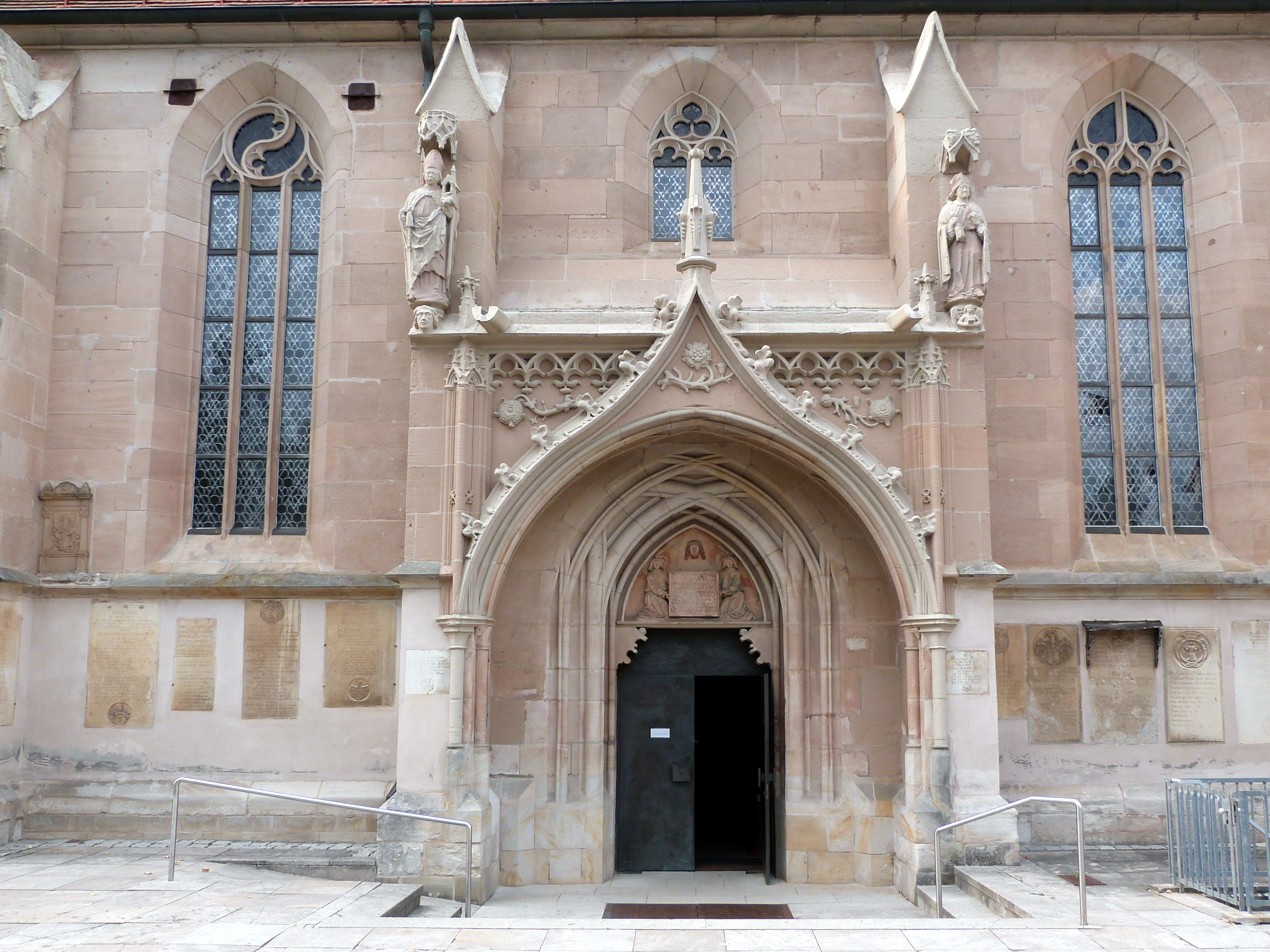
Südportal der Wolfgangskirche

Zu den Sehenswürdigkeiten der katholischen Wolfgangskirche zählen die an der Außenfassade der Kirche angebrachten Grabplatten und das Südportal. Dieses ist mit einem Kreuzblumenornament geschmückt und trägt zudem Sandsteinfiguren der Kirchenpatrone St. Wolfgang, St. Ulrich und St. Lorenz im Tympanon. Im Innenraum suggerieren die Strebepfeiler des Kirchenschiffs eine dreischiffige Hallenanlage. Der Chor hat ein kunstvolles Sternrippengewölbe, das auf figurengeschmückten Konsolen ruht. Die Schlusssteine des Chorgewölbes zeigen Figuren und Stifter- sowie Propsteiwappen. Der Chor wird von Maßwerkfenstern erleuchtet. Der schlichte, aber einheitliche und kunstgeschichtlich sehr bedeutende Bau birgt als wichtigstes Kunstwerk den gotischen Ellwanger Kruzifixus.

## Gemeinde
Am 1. Februar 1969 wurde St. Wolfgang neben der Basilika St Vitus zur zweiten Ellwanger Stadtpfarrkirche erhoben. Die Gemeinde St. Wolfgang zählt in Ellwangen ca. 3600 Mitglieder und umfasst neben Teilen der Stadt Ellwangen auch die Gemeinden Schrezheim, Schleifhäusle, Rotenbach, Hinterlengenberg und Saverwang. Der Chor bel canto, der Frauentreff und Bibelkreis zeugen von einem lebendigen Gemeindeleben. 